# لوئیس ماریا اچیبریا
لوئیس ماریا اچیبریا (انگلیسی: Luis María Echeberría; ۲۴ مارس ۱۹۴۰ – ۱۹ اکتبر ۲۰۱۶) بازیکن فوتبال اهل اسپانیا بود.
از باشگاه‌هایی که در آن بازی کرده‌است می‌توان به باشگاه فوتبال اتلتیک بیلبائو اشاره کرد.
وی همچنین در تیم‌های ملی فوتبال Spain B national football team و اسپانیا بازی کرده‌است.